# Frieder Birzele
Frieder Birzele, né le 17 janvier 1940 à Göppingen où il est mort le 25 décembre 2023, est un homme politique allemand du SPD. Il est membre du Landtag de Bade-Wurtemberg de 1976 à 2006. De 1992 à 1996, il est ministre de l'Intérieur du Land de Bade-Wurtemberg.

## Biographie
Frieder Birzele, né le 17 janvier 1940, est issu d'une famille politiquement active de Göppingen.
Il adhère au SPD dès 1963, alors qu'il suit des études de droit. Il est élu au Landtag en 1976 pour la circonscription de Göppingen, où il siège sans interruption jusqu'en 2006. De 1980 à 1992, il est vice-président du groupe parlementaire du SPD au Landtag. Pendant la grande coalition du ministre-président de Bade-Wurtemberg Erwin Teufel (CDU), Frieder Birzele est innenminister de 1992 à 1996.
Frieder Birzele meurt le 25 décembre 2023 à l'âge de 83 ans des suites d'une pneumonie à la Klinik am Eichert de Göppingen.